# Triceratella drummondii
Triceratella drummondii Brenan – gatunek rośliny z monotypowego rodzaju Triceratella Brenan z rodziny komelinowatych. Występuje w Mozambiku i Zimbabwe w południowo-wschodniej Afryce, przy czym w Zimbabwe uznany za wymarły.
Nazwa naukowa rodzaju pochodzi od greckich słów tri – trzy i keras – rożek. 

## Morfologia
PokrójJednoroczne rośliny zielne o wysokości 2,5–13 cm, gruczołowato owłosione.
PędyŁodyga wzniesiona, bardzo krótka, długości 0,5–4 cm, u starszych roślin niekiedy z kilkoma pędami bocznymi wyrastającymi z węzłów. Międzywęźla bardzo krótkie.
LiścieRównowąskie, siedzące, długości 3–12(–18) cm, o zaostrzonym wierzchołku, u nasady tworzące krótką, błoniastą pochwę liściową.
KwiatyZebrane w dwurzędki, wyrastające z kątów liści na głównej łodydze. Szypuła o długości do 2 cm. Podsadki wąsko lancetowate, długości 5–12 mm, szerokości 1–1,5 mm. Listki okwiatu wąsko lancetowate, długości 16–19 mm, szerokości 2–3 mm. Nitki pręcików długości 3,5–5 mm, owłosione. Zalążnia podługowata, długości ok. 4 mm i szerokości 0,6 mm, naga. Szyjka słupka naga, długości 3 mm.
OwoceSłomkowato- lub szarobrązowe torebki długości 7–10 mm i średnicy 2 mm. Nasiona szare do brązowych, średnicy 0,7–0,75 mm.

## Systematyka
Pozycja systematycznaGatunek z monotypowego rodzaju Triceratella, zaliczanego do monotypowej podrodziny Triceratelloideae w rodzinie komelinowatych (Commelinaceae). W niektórych ujęciach rodzaj zaliczany jest do monotypowego plemienia Triceratelleae w podrodzinie Cartonematoideae.